# François Trèves
François Trèves (né le 23 avril 1930 à Bruxelles) est un mathématicien spécialiste des équations aux dérivées partielles. Il est auteur de nombreux livres sur ce sujet. Né de parents italiens, il acquiert la citoyenneté américaine en 1972.

## Orthographe du nom
Son nom s'orthographie, selon les pays, avec ou sans accent sur « Trèves » et ses nombreux livres sont signés simplement « François Treves ». Il est aussi prénommé « Jean-François » ou « J. François ».

## Carrière universitaire
François Trèves soutient une thèse d'État en 1958 à Paris sous la supervision de Laurent Schwartz. Il part ensuite aux États-Unis où il est, de 1958 à 1960, assistant professor à Berkeley. De 1961 à 1964 il est professeur associé à la Yeshiva Université, et de 1964 à 1970 professeur à l'université Purdue. Depuis 1970 il est professeur à l'université Rutgers, en 1984 il devient professeur sur la chaire Robert-Adrian, puis professeur émérite en 2005.

## Prix et distinctions
- En 1970, il est orateur invité au Congrès international des mathématiciens à Nice ; sa conférence a pour titre Hamiltonian fields, bicharacteristic strips in relation with existence and regularity of solutions of linear partial differential equations.
- En 1972, il obtient le prix Chauvenet[4] pour son article : « On local solvability of linear partial differential equations », Bull. Amer. Math. Soc., vol. 76,‎ 1970, p. 552-571 (lire en ligne). L'article porte sur un problème sur lequel il avait travaillé en 1962 avec Louis Nirenberg ; c'est avec lui qu'il avait donné en 1969 des conditions nécessaires et suffisantes pour la solvabilité d'équations avec coefficients analytiques, dans deux notes aux Comptes rendus de l'Académie des Sciences Paris[5],[6]. Le problème lui avait été proposé auparavant par Laurent Schwartz comme sujet de thèse.

En 1977, il est Guggenheim Fellow.
En 1991 il reçoit le prix Leroy P. Steele pour son livre Introduction to pseudodifferential and Fourier integral operators.
Il est Fellow de la Société mathématique américaine.
En 2003 il est élu membre étranger de l'Académie brésilienne des sciences.
En 2016, il reçoit avec Charles Epstein le Prix Stefan Bergman.

## Livres
- François Trèves, Linear partial differential equations with constant coefficients : Existence, approximation and regularity of solutions, New York-Londres-Paris, Gordon and Breach Science Publishers, coll. « Mathematics and its Applications » (no 6), 1966, x+534 (MR 0224958).
- François Trèves, Locally Convex Spaces and Linear Partial Differential Equations, Springer-Verlag, coll. « Grundlehren der Mathematischen Wissenschaften » (no 146), 1967. — Réimpression en 2012  (ISBN 978-3-642-87373-7).
- François Trèves, Topological vector spaces, distributions and kernels, New York-Londres, Academic Press, 1967, xvi+624 (MR 0225131) — Réimpression : Dover Publications, Mineola, N.Y., 2006,  (ISBN 0-486-45352-9).
- François Trèves, Basic linear partial differential equations, New York-Londres, Academic Press, coll. « Pure and Applied Mathematics » (no 62), 1975, xvii+470 (MR 0447753) — Réimpression : Même titre, Mineola, NY, Dover Publications, 2006, xx+470 (ISBN 0-486-45346-4, MR 2301309, lire en ligne)
- (en) Francois Trèves, Introduction to pseudodifferential and Fourier integral operators Vol. 1: Pseudodifferential operators. Vol. 2: Fourier integral operators., New York-Londres, Plenum Press, coll. « The University Series in Mathematics », 1980, 649 p. (ISBN 0-306-40404-4, MR 0597145, zbMATH 0453.47027, lire en ligne).
- François Trèves, Homotopy formulas in the tangential Cauchy-Riemann complex, Amer. Math. Soc., coll. « Memoirs Amer. Math. Soc. Vol. 87 » (no 434), 1990, viii+121 (ISBN 978-0-8218-2496-2, DOI 10.1090/memo/0434, MR 1028234)

- (en) Francois Treves, Hypo-analytic structures : local theory, Princeton, N.J., Princeton University Press, 1992, 497 p. (ISBN 0-691-08744-X, zbMATH 0787.35003)
- Paulo D. Cordaro et François Trèves, Hyperfunctions on hypo-analytic manifolds, Princeton, N.J., Princeton University Press, coll. « Annals of Mathematical Studies » (no 136), 1994, 378 p. (ISBN 978-0-691-02992-4, zbMATH 0817.32001, lire en ligne)